# Copa de Naciones Femenina de la OFC 2014
La Copa de Naciones Femenina de la OFC 2014 (anteriormente conocido como Campeonato Femenino de la OFC) fue la décima edición del torneo femenino oceánico. Se disputó entre el 25 y el 29 de octubre en Kokopo, Papúa Nueva Guinea, siendo la tercera vez que este país albergara el torneo tras haberlo hecho en 1994 y 2007.
Constó de un sistema de todos contra todos entre las cuatro selecciones participantes, Nueva Zelanda, Papúa Nueva Guinea, Tonga y las Islas Cook. Finalmente, el elenco neozelandés obtuvo su pasaje a la Copa Mundial de Canadá 2015 tras vencer en sus tres cotejos.

## Sede
| Papúa Nueva Guinea | Kokopo           |
| ------------------ | ---------------- |
| Kokopo             | Kalabond Oval    |
| Kokopo             | Capacidad: 7,000 |
| Kokopo             |                  |

## Equipos participantes
En cursiva los debutantes.
| Equipos participantes | Equipos participantes | Equipos participantes | Equipos participantes |
| --------------------- | --------------------- | --------------------- | --------------------- |
| Islas Cook            | Nueva Zelanda         | Papúa Nueva Guinea    | Tonga                 |

## Partidos
| Equipo             | Pts | PJ | PG | PE | PP | GF | GC | Dif |
| ------------------ | --- | -- | -- | -- | -- | -- | -- | --- |
| Nueva Zelanda      | 9   | 3  | 3  | 0  | 0  | 30 | 0  | 30  |
| Papúa Nueva Guinea | 6   | 3  | 2  | 0  | 1  | 7  | 4  | 3   |
| Islas Cook         | 1   | 3  | 0  | 1  | 2  | 2  | 16 | -14 |
| Tonga              | 1   | 3  | 0  | 1  | 2  | 1  | 20 | -19 |

## Resultados
| 25 de octubre de 2014 | Nueva Zelanda | 16:0 (7:0) | Tonga | Kalabond Oval, Kokopo   |                         |
|                       | Cleverley 1' 18' · Gregorious 8' (pen.) 50' 70' · Hassett 17' · Collins 20' 69' 76' · White 26' 29' · Longo 67' 77' · Hearn 86' 90+7' · Percival 90+2' | Reporte    |       | Árbitro(s): Tupou Patia | Árbitro(s): Tupou Patia |

| 25 de octubre de 2014 | Papúa Nueva Guinea              | 4:1 (3:0) | Islas Cook     | Kalabond Oval, Kokopo   |                         |
|                       | Birum 16' · Gunemba 26' 36' 84' | Reporte   | Maoate-Cox 90' | Árbitro(s): George Time | Árbitro(s): George Time |

| 27 de octubre de 2014 | Tonga           | 1:1 (0:0) | Islas Cook | Kalabond Oval, Kokopo |                       |
|                       | Loto'aniu 90+5' | Reporte   | Toka 83'   | Árbitro(s): Amos Anio | Árbitro(s): Amos Anio |

| 27 de octubre de 2014 | Papúa Nueva Guinea | 0:3 (0:0) | Nueva Zelanda                       | Kalabond Oval, Kokopo      |                            |
|                       |                    | Reporte   | Stott 59' · Hearn 70' · Longo 90+2' | Árbitro(s): Finau Vulivuli | Árbitro(s): Finau Vulivuli |

| 29 de octubre de 2014 | Islas Cook | 0:11 (0:6) | Nueva Zelanda                                                                                              | Kalabond Oval, Kokopo      |                            |
|                       |            | Reporte    | Collins 12' 20' · Erceg 14' · Hearn 19' 47' 56' 86' · Percival 43' · White 45+4' · Slott 54' · Hassett 75' | Árbitro(s): Finau Vulivuli | Árbitro(s): Finau Vulivuli |

| 29 de octubre de 2014 | Tonga | 0:3 (0:2) | Papúa Nueva Guinea          | Kalabond Oval, Kokopo   |                         |
|                       |       | Reporte   | Gunemba 25' · Kaipu 32' 62' | Árbitro(s): Tupou Patia | Árbitro(s): Tupou Patia |

|                                  |
| Bandera de Nueva Zelanda         |
| Campeón Nueva Zelanda 5.º título |

## Clasificada alMundial de Canadá 2015
| Australia     |
| Nueva Zelanda |